# Polskie wojska etapowe w wojnie polsko-bolszewickiej
Polskie wojska etapowe w wojnie polsko-bolszewickiej – organizacja i działania wojsk etapowych w okresie wojny polsko-bolszewickiej.
Wojska etapowe były ogniwem pośrednim między wojskami tworzonymi na zapleczu kraju a uczestniczącymi w działaniach wojennych. Od 1 maja 1919 likwidacji uległy punkty etapowe podległe Ministerstwu Spraw Wojskowych, a działające w strefie frontowej przeszły w podporządkowanie Naczelnego Dowództwa Wojska Polskiego. Dowództwa okręgów etapowych dysponowały batalionami etapowymi czasowo łączonymi w brygady etapowe. Łącznie sformowano 40 batalionów etapowych, a w poszczególnych armiach występowały zazwyczaj 2-3 brygady etapowe. W końcowym etapie wojny w samych tylko batalionach etapowych znajdowało się około 30 000 żołnierzy. Oddziały etapowe skutecznie ochraniały zaplecze walczących jednostek na tyłach blisko tysiąckilometrowej linii frontu. Latem 1920 podczas walk decydujących o dalszym przebiegu wojny, dowództwa różnych szczebli niejednokrotnie wzmacniały batalionami etapowymi walczące oddziały. Kilkakrotnie oddziały etapowe uczestniczyły w większych starciach z Armią Czerwoną i mimo swoich słabości potrafiły stawić skuteczny opór nacierającemu przeciwnikowi. Po wojnie bataliony etapowe przejęły ochronę wschodniej granicy państwowej. W wyniku demobilizacji wojska etapowe zostały rozwiązane.

## Dowództwa Okręgów Etapowych
W okresie walk o granice odradzającego się państwa polskiego obszar wojenny dzielono na operacyjny, rozciągający się od linii frontu do 30 km w głąb kraju i dalej położony etapowy. Granice obszaru etapowego wyznaczały rozkazy Naczelnego Dowództwa Wojska Polskiego. Były one dostosowane do potrzeb armii i zmieniały się wraz z przesuwaniem linii frontu. W obszarze etapowym funkcjonowały instytucje wojskowe, szpitale, magazyny, warsztaty, punkty wysyłkowe jeńców, ośrodki szkoleniowe obsługujące front itp. Dokonywano w nim zakupów lub rekwizycji żywności i paszy dla wojska. Był to zatem obszar stanowiący bezpośrednie zaplecze walczących wojsk.
Od marca 1919 przy poszczególnych Frontach zaczęły powstawać Dowództwa Okręgów Etapowych. W tym czasie rozwiązano Sekcje Służb Etapowych i zniesiono stanowiska komendantów punktów etapowych. Likwidacji uległy też punkty etapowe podległe Ministerstwu Spraw Wojskowych, a na terenie wojennym przeszły one w podporządkowanie Naczelnego Dowództwa Wojska Polskiego. Dowództwa OE podlegały dowódcy związku operacyjnego (armia, Front). Ich zadaniem było odciążenie walczących jednostek od działań administracyjnych w obszarze wojennym. Początkowo wypełniały też funkcje kwatermistrzowskie.
Aby wyeliminować niebezpieczeństwo sporów kompetencyjnych między dowództwami etapowymi a frontowymi, NDWP ustaliło, że dowództwu okręgu podlegać miały oddziały etapowe, dowództwa powiatów etapowych, stacje etapowe, żandarmeria polowa rozmieszczona w powiatach obszaru etapowego, a także zarządy kwaterunkowo-budowlane i referaty zdobyczy wojennej. Natomiast zaopatrzenie materialne etapów miało zostać powierzone kwatermistrzostwom frontów, które powstały w ramach nowej organizacji frontu wschodniego.
Jako pierwsze powstały: DOE Wołyń, z przeznaczeniem dla Frontu Wołyńskiego, umiejscowiony początkowo w Zamościu, potem w Kowlu i dalej w Równem, a jego szefem był płk Jan Ceceniowski. Dla Frontu Poleskiego zorganizowano DOE w Brześciu Litewskim, a dla Frontu Galicyjskiego DOE we Lwowie. Dla Frontu Litewsko-Białoruskiego utworzone zostało początkowo DOE w Białymstoku, a po likwidacji Frontu Poleskiego, w jego skład weszły dwa DOE: jedno usytuowane w Wołkowysku z dowódcą gen. Stanisławem Pruszyńskim, drugie w Brześciu z dowódcą gen. Józefem Ostrowskim. Późną jesienią zorganizowano DOE w Mińsku, podległe także Frontowi Litewsko-Białoruskiemu, z dowódcą gen. Stefanem Mokrzeckim. W tym samym czasie zorganizowano też DOE Brzeżany, DOE Lwów i DOE Małopolska, podporządkowane Frontowi Galicyjskiemu. Podczas przygotowywania planów kampanii wojennej na Ukrainie wiosną 1920 dowództwo polskie musiało ustalić sposób funkcjonowania etapów na terytorium ukraińskim. Postanowienia zawarte w podpisanej 24 kwietnia 1920 konwencji wojskowej między Polską a Ukrainą przewidywały, że: „Tyły wojsk polskich ochraniać będzie polska żandarmeria polowa i polskie władze etapowe”. Na skutek szybkich postępów wojsk polskich, już trzeciego dnia ofensywy, zaistniała potrzeba kolejnego przesunięcia obszaru etapowego na wschód. Zgodnie z treścią rozkazu z 24 kwietnia na terenach Ukrainy dowództwa polskich armii i grup operacyjnych w swoich strefach operacyjnych organizowały rejony etapowe. Na dowódców rejonów etapowych NDWP wyznaczyło: dla 2 Armii płk. Kazimierza Szetkiewicza, dla GO gen. Edwarda Rydza-Śmigłego płk. Bronisława Siedlnickiego, dla GO płk. Józefa Rybaka – płk. Władysława Chełchowskiego.
Od maja 1920, po likwidacji frontów, DOE podporządkowane zostały odpowiednim armiom. Ich dowództwa mieściły się: 1 Armii w Mołodecznie, 2 Armii w Równem, 4 Armii w Mińsku, 6 Armii w Tarnopolu, 7 Armii w Wilnie. Po utworzeniu 3 Armii obsługiwało ją DOE 2 Armii.
W celu usprawnienia kierowania polskimi formacjami i urządzeniami etapowymi na terytorium prawobrzeżnej Ukrainy utworzono Dowództwo Etapów Wojsk Polskich na Ukrainie z siedzibą w Winnicy. Jego zadaniem było zabezpieczenie tyłów wojsk polskich operujących na Ukrainie, eksploatacja obszaru Ukrainy, zapewnienie bezpieczeństwa linii komunikacyjnych, współpraca z władzami URL i pomoc w formowaniu armii ukraińskiej. DEU w Winnicy do pomocy zmobilizowano miejscowych członków POW, a wielu przedstawicieli inteligencji polskiej zatrudniono w biurach i urzędach wojskowych. Harcerze i uczniowie szkół średnich pełnili służbę, ubezpieczając teren miasta i najbliższą okolicę.
Resztę obszaru Ukrainy prawobrzeżnej podzielono na trzy Dowództwa Gubernialne Etapów: Kijowskie z siedzibą w Kijowie obejmowało powiat Radomyśl i części powiatów Wasilków, Skwira, Berdyczów; Wołyńskie z siedzibą w Żytomierzu obejmowało części powiatów Owrucz i Żytomierz; Podolskie z siedzibą w Barze z powiatami Mohyłów, Winnica, części powiatów Lityń, Nowa Uszyca, Latyczew. Wszystkie DGE podlegały Dowództwu Etapów Polskich na Ukrainie. Pod koniec maja zaplecze frontu polskiego na Ukrainie ochraniało trzynaście batalionów etapowych i dwa wartownicze oraz kompania wartownicza II lubelskiego batalionu wartowniczego. Kolejny batalion wartowniczy pełnił służbę w Kijowie.
W związku z zajęcia przez Armię Czerwoną znacznych połaci ziem rdzennie polskich niektóre DOE zawiesiły swą działalność lub też zostały przebazowane na zachód. Po wygranej operacji warszawskiej, na przełomie sierpnia i września 1920, dokonano reorganizacji wojsk polskich. Zostały zniesione Fronty i powstały 2., 3., 4. i 6. Armia. Dla tych związków operacyjnych powstały nowe Dowództwa OE.

## Bataliony etapowe
Dowództwa OE dysponowały batalionami etapowymi. Formowały je Dowództwa Okręgów Generalnych. Łącznie sformowano 40 batalionów etapowych: w DOGen. Lublin – 7 batalionów, DOGen. Warszawa, Kielce, Łódź, Kraków, Lwów i Poznań po 5 batalionów i DOGen. Grodno – 3 bataliony.
Po likwidacji frontów i utworzeniu pięciu dowództw armii, NDWP rozesłało 13 marca 1920 ogólne zarządzenie dotyczące nowej organizacji etapów. Podział obszaru wojennego na okręgi etapowe dostosowany został do podziału całego frontu na pięć odcinków armijnych. Łącznie w marcu 1920 polskie wojska etapowe liczyły dwadzieścia cztery bataliony, kolejnych osiem zaś było w trakcie formowania.
Podział batalionów etapowych na dzień 26 marca 1920
| Armia   | Okręg etapowy | Batalion w linii                                         | Baon w trakcie formowania | Baon uzupełniany      | Baon planowany                                            |
| ------- | ------------- | -------------------------------------------------------- | ------------------------- | --------------------- | --------------------------------------------------------- |
| 7 Armia | OE Wilno      | III Krakowski; IV Lubelski I Lit.-Biał. IV Łódzki        | V, VI Lwowski             | –                     | –                                                         |
| 1 Armia | OE Mołodeczno | 0,5 II Warszawski                                        | II Lit.-Biał.             | II, III, IV Krakowski | 0,5 II Warszawskiego                                      |
| 4 Armia | OE Mińsk      | I,IV Warszawski; I, II Poznański I Kielecki; IV Lwowski  | III Lit.-Biał.            | II Kielecki           | –                                                         |
| 2 Armia | OE Równe      | I, II Lubelski; I, II Łódzki                             | –                         | –                     | III, IV Poznański                                         |
| 6 Armia | OE Tarnopol   | III Lubelski;III Łódzki I, II, III Lwowski; III Kielecki | V, VI Lwowski             | –                     | –                                                         |
| Rezerwa | Rezerwa       |                                                          |                           |                       | III Warszawski; V, VI Lubelski; IV Lit.-Biał.;IV Kielecki |
| Razem   | Razem         | 20.5                                                     | 4                         | 4                     | 7,5                                                       |

Przy DOE 2 Armii utworzone zostały Dowództwa Punktów Etapowych w Kolnie, Łomży i Białymstoku oraz ich tymczasowe ekspozytury w Szczuczynie, Wysokich Mazowieckich i Bielsku Podlaskim. Dysponowało ponadto komendanturami miast: Bielsk Podlaski z kpt. Hirszem, Osowiec z ppłk. Czarneckim i Białystok z mjr. Kazimierzem Janickim. DOE 3 Armii dysponowało dwoma brygadami etapowymi, w skład których wchodziły: V batalion warszawski, I, II i VI batalion lubelski, V batalion kielecki, IV batalion poznański, V batalion lwowski i V batalion łódzki. DOE 4 Armii dysponowało także dwoma brygadami, a w ich skład wchodziły bataliony: I i IV warszawski, V lubelski, III litewsko-białoruski, I kielecki, I krakowski, I i II poznański. W składzie 6 Armii znajdowały się bataliony: III i VIII lubelski, III batalion kielecki, II i III batalion łódzki, V batalion krakowski, V batalion poznański oraz I, II i VI batalion lwowski.
W skład 3 Armii weszły: V warszawski, I, II i VI lubelski, V kielecki, V łódzki, V lwowski oraz IV poznański. Do 4 Armii przydzielono I i IV warszawski, V lubelski, I Kielecki, I krakowski i III Lit.-Biał. W skład 2 Armii weszły bataliony: I i IV łódzki, III poznański, II warszawski, IV lubelski, II i IV kielecki, II i IV krakowski oraz I i II Lit.-Biał. W składzie 5 Armii pozostawały: I i II poznański.
W okresie bitwy warszawskiej i bezpośrednio po niej bataliony etapowe łączone były w brygady etapowe. 11 września Brygada Etapowa 1 Armii ppłk. Wacława Szokalskiego, składała się z I i II batalionu litewsko-białoruskiego, II batalionu krakowskiego i IV łódzkiego. W skład 2 Brygady Etapowej mjr. Karola Rozdóła wchodził II batalion kielecki, II batalion warszawski, III batalion krakowski i I batalion łódzki. 3 Brygadzie Etapowej ppłk. Władysława Młockiego podporządkowano IV batalion lubelski, IV batalion kielecki, IV batalion krakowski i III poznański.
Po zakończeniu operacji warszawskiej bataliony etapowe zreorganizowano i ponownie rozdzielono między armie. Walcząca na terenie Galicji 6 Armia otrzymała jedenaście batalionów (w tym trzy z nich przeznaczyła do ochrony linii kolejowych), 3 Armia otrzymała dziewięć batalionów (w tym trzy do ochrony linii kolejowych), 4 Armii przydzielono jedenaście batalionów (w tym pięć do ochrony kolei), 2 Armii osiem batalionów, a następnie jeszcze dwa. Łącznie jesienią 1920 służbę w okręgach etapowych pełniło 41 batalionów etapowych.

## Działania wojsk etapowych
Jednostki etapowe ochraniały linie kolejowe, dworce, drogi zaopatrzenia i ewakuacji, składy, transporty żywności i sprzętu, a także linie telefoniczne i telegraficzne. Najwięcej sił pochłaniała ochrona linii kolejowych. Latem 1919 na obszarze etapowym Frontu Litewsko-Białoruskiego ich długość wynosiła około 3000 km. Bataliony etapowe zajmowały się też konwojowaniem jeńców do granicy oddzielającej OE od obszaru kraju. Podczas przygotowywania planów kampanii wojennej na Ukrainie wiosną 1920 dowództwo polskie musiało ustalić sposób funkcjonowania etapów na terytorium ukraińskim. Postanowienia zawarte w podpisanej 24 kwietnia 1920 konwencji wojskowej między Polską a Ukrainą przewidywały, że: „Tyły wojsk polskich ochraniać będzie polska żandarmeria polowa i polskie władze etapowe”.
Podczas odwrotu z Ukrainy rozpadł się system osłony zaplecza, a większość batalionów etapowych, pozostając bez rozkazów i zaopatrzenia, dołączała do cofających się wojsk operacyjnych. Bataliony etapowe, aczkolwiek z dużymi niedoborami kadrowymi, gorzej wyszkolone, uzbrojone i wyposażone niż bataliony pułków piechoty, przedstawiały znaczący potencjał osobowy. Dlatego Naczelne Dowództwo w dyrektywach operacyjnych z 10 lipca nakazywało, aby „były gotowe do obrony punktów”, które zajmują. Liczbę batalionów zwiększono, przemianowując sześć batalionów wartowniczych na etapowe. Już 1 lipca I Lwowski batalion etapowy budował pozycję obronną w Kamieniu Koszyrskim i stanowił osłonę lewego skrzydła 3 Armii, a I Łódzki batalion etapowy umacniał przyczółki na Turii. Bataliony wykonywały zadania powierzane zwykle oddziałom saperskim i piechocie.
W początkach lipca na Froncie Litewsko-Białoruskim powstał projekt sformowania brygady piechoty i skierowania jej na front. Już 13 lipca brygada ppłk. Wacława Szokalskiego weszła do walki. 15 lipca brygada otrzymała rozkaz odwrotu do Białegostoku, gdzie następowała koncentracja oddziałów etapowych OE Wilno. Skoncentrowano łącznie jedenaście batalionów etapowych OE Wilno i OE Mołodeczno. Bataliony liczyły przeciętnie po 200-350 żołnierzy, były bardzo słabo wyposażone w broń maszynową i dysponowały niewielkimi zapasami amunicji. Sformowano z nich brygadę piechoty liczącą w stanie bojowym około 2500 żołnierzy i dysponującą kilkunastoma ciężkimi karabinami maszynowymi. Brygada otrzymała rozkaz zaprowadzenia ładu w mieście i udzielenia pomocy władzom cywilnym w opanowaniu chaosu. Żołnierze z batalionów etapowych patrolowali ulice, objęli warty w doraźnie zorganizowanym obozie przejściowym, gdzie zgromadzono około 5000 „łazików”, pilnowali obiektów wojskowych, kolejowych i transportów wyładowanych materiałami ewakuowanymi z terenów zagrożonych przez nieprzyjaciela. Podczas pełnienia służby garnizonowej w Białymstoku, a także w czasie krótkich walk o miasto, w brygadzie ppłk. Szokalskiego nie zanotowano ani jednego przypadku dezercji, co bardzo dobrze świadczyło o postawie batalionów etapowych w tym okresie. Po opuszczeniu Białegostoku, brygada została podporządkowana 10 Dywizji Piechoty gen. Lucjana Żeligowskiego i walczyła w obronie linii Narwi. Poniosła tam duże straty, a 29 lipca liczyła w stanie bojowym 43 oficerów, 1707 podoficerów i szeregowców; posiadała 10 ckm-ów.
W tym czasie dwa lwowskie bataliony etapowe przydzielone zostały do 12 Dywizji Piechoty gen. Mariana Żegoty-Januszajtisa i walczyły nad Zbruczem, a IV Lwowski be walczył w składzie 2 Dywizji Piechoty Legionów w obronie Grodna. V Łódzki be i V Lwowski be skutecznie walczyły 15 sierpnia pod Cycowem, czym walnie przyczyniły się do sukcesu 4 Brygady Jazdy. W pierwszej połowie sierpnia III i IV poznańskie be przydzielone zostały do 7 Dywizji Piechoty, obsadziły przyczółek mostowy w Dorohusku i dozorowały linię Bugu między Dorohuskiem i Uhruskiem.
Łącznie latem 1920 w walkach na froncie brało udział około dwudziestu batalionów etapowych.
Bazując na doświadczeniach z lipca i sierpnia, dowództwo 2 Armii sformowało z przydzielonych batalionów trzy brygady etapowe: I Brygadę Etapową ppłk. Szokalskiego, II Brygadę Etapową mjr Rozdoła i III brygadę etapową ppłk. Młockiego. I BE obsadziła 12 września przyczółek mostowy w Brześciu nad Bugiem, luzując oddziały 11 Dywizji Piechoty. III Brygada Etapowa odsadziła 26 września Grodno zdobyte przez Dywizję Ochotniczą, a załogę Prużan tworzyły kompanie IV Warszawskiego be i II Lubelskiego be.